# Moutiers-sur-le-Lay
Moutiers-sur-le-Lay é uma comuna francesa na região administrativa da Pays de la Loire, no departamento de Vendéia. Estende-se por uma área de 18,28 km². Em 2010 a comuna tinha 769 habitantes (densidade: 42,1 hab./km²).